# Jarosławice (województwo mazowieckie)
Jarosławice – wieś w Polsce położona w województwie mazowieckim, w powiecie radomskim, w gminie Wolanów. Ma status sołectwa.
W latach 1954–1968 wieś należała i była siedzibą władz gromady Jarosławice, po jej zniesieniu w gromadzie Wolanów. W latach 1975–1998 miejscowość administracyjnie należała do województwa radomskiego.
Wierni Kościoła rzymskokatolickiego należą do parafii Wniebowzięcia Najświętszej Maryi Panny w Jarosławicach.

## Historia[9]
Badania prowadzone w latach 1960-1965 przez archeologów z Polskiej Akademii Nauk stwierdziły występowanie osadnictwa na terenie dzisiejszych Jarosławic już w młodszej epoce kamiennej. Te same badania odkryły, że na początku XIII wieku istniało na tym terenie grodzisko obronno-misyjne.
Król Władysław Łokietek w 1325 nadał jednemu ze swoich rycerzy Jarosławowi Mareuszowi (vel Marczuszowskiemu) w uznaniu zasług dobra ziemskie. Natomiast biskup krakowski udzielił w roku 1326 zezwolenia na wybudowanie kościoła parafialnego pod wezwaniem Wniebowzięcia Najświętszej Maryi Panny w nowo założonej wsi Jarosławice. Nazwa wsi pochodzi od imienia jej właściciela.
Pierwsze wzmianki pisane o wsi Jarosławice pochodzą od Jana Długosza.

Joannis Długosz Liber beneficiorum Dioecesis Cracoviensis Tomus 1
(Autor napisał to dzieło w latach 1470-1480)

```
JAROSLAWICZE MINOR, villa, in qua est ecclesia parochialis lignea, cuius
haeredes Andreas Marczuszowsky de domo Lewarth, in qua sunt
lanei cmethonales, de quibus solvitur decima manipularis et per quatuor
ierugas canapalis decanatui Kelcziensi et per cmethones propriis curribus
ducitur in horreum a decano locandum; item tabernae, item hortulani, item praedium.

```

## Historia parafii

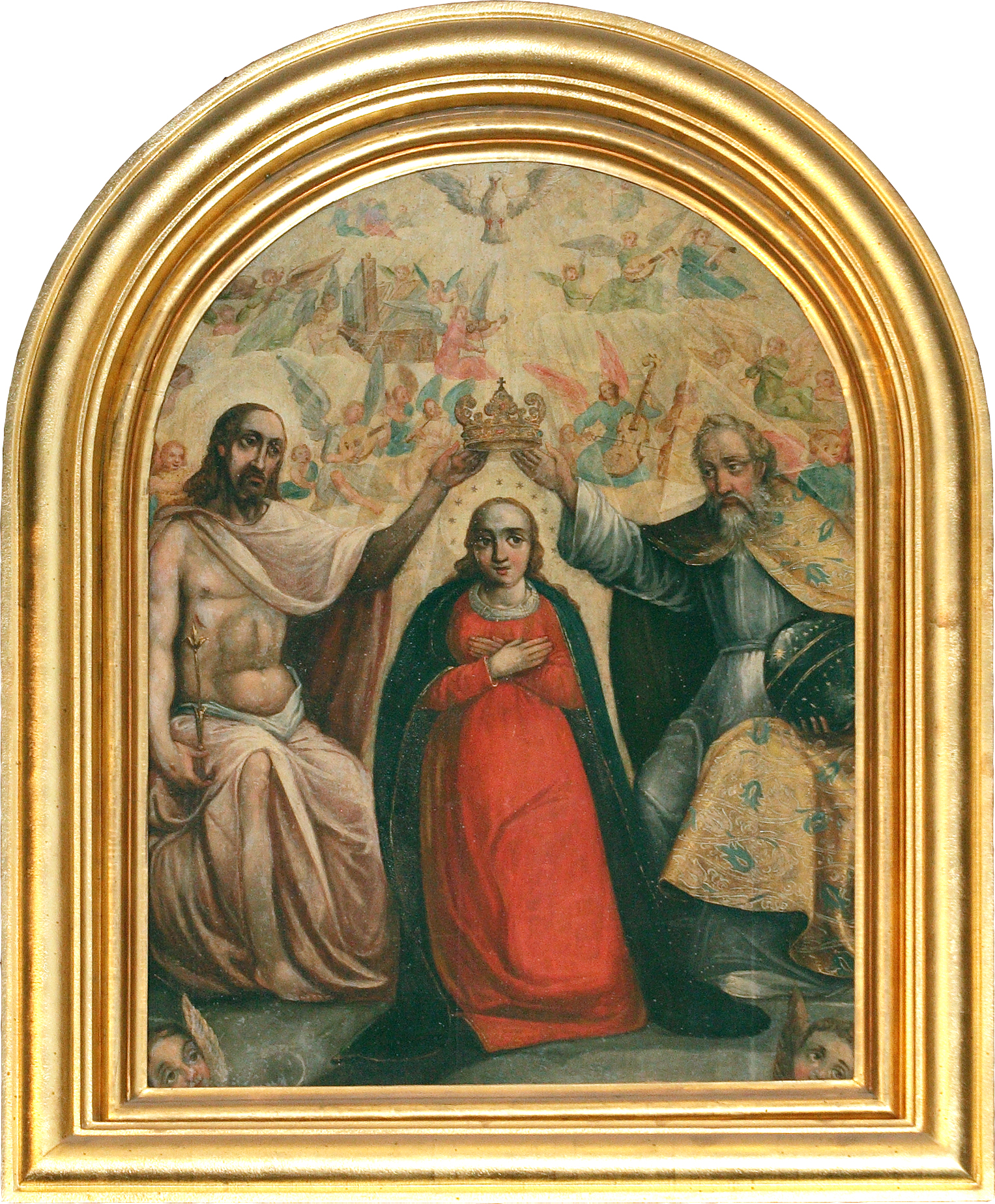
Obraz Ukoronowanie Matki Boskiej w Niebie, kościół w Jarosławicach

Kościół i wieś zostały spalone w czasie „potopu szwedzkiego” w lipcu 1656 roku.
Według miejscowego podania dwa dni przed wkroczeniem do wsi Szwedów na frontonie kościoła ukazał się wizerunek Matki Boskiej, co pozwoliło wynieść z kościoła obraz i naczynia liturgiczne oraz ukryć się mieszkańcom w pobliskich lasach. Po ustąpieniu Szwedów zbudowano na miejscu spalonego kościoła tymczasową kaplicę. Cudowny obraz przyciągał pielgrzymów. W 1682 roku ociemniały ksiądz Jan Gawroński w trakcie modlitwy przed obrazem doznał cudu i odzyskał wzrok. W dowód wdzięczności i na pamiątkę cudu odbudował kościół z drewna modrzewiowego, (który przetrwał do II wojny światowej) oraz ufundował ołtarz główny i dokonał renowacji obrazu. Całość była gotowa w 1700.
Obraz przedstawiał ukoronowanie Matki Boskiej w Niebie. Nad głową Matki Boskiej Bóg Ojciec i Syn Boży podtrzymują koronę, głowę Matki Boskiej otaczają promienie i gwiazdy. Obraz obecnie znajdujący się w kościele jest albo nową kopią według obrazu pierwotnego albo jest tym obrazem po renowacji (brak jest badań, które potwierdziłyby jedną z tych wersji).
W 1940 drewniany kościół został rozebrany na części i ukryty przez parafian razem z obrazem. Okupanci niemieccy wysiedlili w czasie wojny mieszkańców wsi i urządzili na jej terenie poligon wojskowy. Po wojnie mieszkańcy złożyli kościół i obraz powrócił na swoje miejsce.
W latach 1957–1962 ze składek wiernych został wybudowany nowy kościół kamienny. Jest w nim nowy drewniany ołtarz główny, w którym jest umieszczony cudowny obraz. Ponieważ według różnych wersji podania ostrzegający mieszkańców przed niebezpieczeństwem wizerunek Matki Boskiej z obrazu ukazywał się czasem na frontonie kościoła a czasem na parkanie wokół kościoła to jednym z elementów ołtarza jest fragment drewnianego ogrodzenia.